# Maki Kaji
Maki Kaji (jap. 鍜治 真起 Kaji Maki; ur. 8 października 1951 w Sapporo, zm. 10 sierpnia 2021 w Tokio) – japoński przedsiębiorca, prezes firmy Nikoli, producenta gier i łamigłówek. Uważany za „ojca chrzestnego” sudoku.

## Życiorys
Urodził się w Sapporo, uczęszczał do szkoły średniej w Tokio, tam też rozpoczął studia na Uniwersytecie Keiō, których jednak nie ukończył.
W 1980 roku założył z przyjaciółmi firmę Nikoli. Przedsiębiorstwo zostało nazwane na cześć konia, który wygrał wyścigi w Irlandii, Kaji był pasjonatem wyścigów konnych. Nikoli wydawało czasopismo, w którym publikowało nadsyłane przez czytelników łamigłówki. Te, które były dobrze przyjęte przez czytelników, były ponownie wykorzystywane przez firmę.
W latach 80. odkrył mało wówczas znaną amerykańską grę o nazwie „Number Place”. Zmodyfikował ją nieznacznie i zmienił nazwę na „sudoku”, co miało być skrótem od sūji wa dokushin ni kagiru, co oznacza „cyfry muszą być pojedyncze”. W latach 90. próbował zachęcić wydawców do publikowania sudoku, ale bez większego sukcesu. Przełom nastąpił w 2004 roku, gdy łamigłówkę opublikował magazyn „Times”. W latach 2000. setki wydawców na całym świecie zaczęło publikować sudoku. Kaji nie opatentował jednak nigdy znaku towarowego sudoku, co oznaczało, że nie otrzymywał przychodów od łamigłówek tego typu produkowanych przez wydawców innych niż Nikoli.
Na fali sukcesu sudoku próbował spopularyzować na świecie również inne japońskie łamigłówki, takie jak hashiwokakero, kakuro i slitherlink. Żadna z nich nie stała się jednak tak popularna, jak sudoku.
Zmarł 10 sierpnia 2021 na raka przewodów żółciowych.